# Johannes Pedersen
Denna sida handlar om den danske filologen Johannes Pedersen, för den isländske författaren, se Jóannes Patursson.
Johannes Peder Ejler Pedersen, född 1883, död 1977, var en dansk semitist.
Pedersen blev docent i Gamla testamentets exegetik i Köpenhamn 1916 och professor i semitisk filologi 1922. Pedersens mest uppmärksammade arbete är Israel (2 band, 1920, engelsk utgåva 1926), där han på ett nyskapande sätt undersökte det israelitiska samhällets sociala struktur. Bland hans övriga arbeten märks Der Eid bei den Semiten (1914), Muhammedansk Mystik (1923) och Islams kultur (1928, svensk översättning samma år).